# Polythore procera
Polythore procera – gatunek ważki z rodziny Polythoridae. Występuje na terenie Ameryki Południowej.